# Ramon Romaní i Puigdengolas
Ramon Romaní i Puigdengolas (Capellades, 1846 - 1898) va ser un empresari català, introductor de noves tecnologies en el sector de la fabricació de paper, i un dels protagonistes de la Revolució Industrial de Catalunya.
Fou membre de la nissaga Romaní, una família procedent de terres gironines que s'establí a Capellades en la dècada de 1620. Els Romaní van ser pioners en la creació de molins paperers, i en el segle xviii van afegir a la seva producció una filigrana amb el dibuix de la planta de romaní.

## Biografia
Ramon Romaní i Puigdengolas va néixer a Capellades el 1846, fill d'Antoni Romaní i Tarrés i net de d'Antoni Romaní i Tort, empresaris paperers. La seva empresa Hijos de Romaní y Tarrés fou una de les primeres 4 a introduir la màquina Picardo, italiana, que suposava una tecnologia intermèdia entre la fabricació manual i la fabricació continua de paper. La màquina va ser importada gràcies a un privilegi emès el 24 d'agost de 1877. Aquesta màquina elaborava mecànicament les fulles una a una i eliminava la mà d'obra especialitzada.
Tant ell com el seu pare també van fer inversions en la producció de cotó. Ramon Romaní va fabricar cartró per a la indústria tèxtil que fins aleshores es comprava a l'estranger. Va ser un dels defensors del traçat ferroviari de via estreta entre Igualada i Martorell, que finalment s'imposà al traçat entre Igualada i Sant Sadurní d'Anoia, posant-se en funcionament el 1893.
A finals del segle xix va ocupar la presidència del Foment del Treball Nacional i de la Liga Nacional de Productores.
En el sostre d'una sala de la seva fàbrica hi va fer pintar 4 personalitats catalanes que representaven la Música, la Pintura, el Teatre i la Literatura. Aquesta darrera era representada per una efígie del seu amic Jacint Verdaguer. Ell i Verdaguer van formar part de la Junta de l'Exposició Universal de Barcelona de 1888. L'escultor Eusebi Arnau fou autor de retrats de tots dos.